# ایندین اکسپرس
ایندین اکسپرس (انگلیسی: The Indian Express) شرکت انتشارات هندی است، که در سال ۱۹۳۲ تأسیس شد.